# Best moves. 〜and move goes on〜
『Best moves. 〜and move goes on〜』(ベスト・ムーブズ ～アンド・ムーブ・ゴーズ・オン～）は2013年2月27日に発売されたm.o.v.eの通算5番目のベストアルバムである。

## 概要
- m.o.v.e最後のアルバムとなっており、「CD2枚組」のスペシャルプライス盤・「CD3枚組 ＋ DVD」のスペシャルデラックス盤の2形態での販売となっている。
- CD1は「EXTREME」ディスクとなっており、名曲・人気曲に加えて、先行配信されていた「Raise Up」・新曲「Cross the X」・「Ignite The Fire」・10枚目シングル「Gamble Rumble」のリアレンジ「Gamble Rumble -Stage 7 Version-」を収録。
- CD2は「LUXURY」ディスクとなっており、名曲・人気曲に加えて、先行配信されていた「夕愁想花」を収録。
- CD3は、「INITIAL-D HYPER REMIX」となっており、「頭文字D」関連楽曲のニュー・リミックスを収録。
- DVDには、「解散ドキュメント -move goes on-」に加えて、「Raise Up」・「夕愁想花」のPVを収録。

## 収録曲

### CD1 (EXTREME)
1. Blazin' Beat
  - 7thシングル
  - テレビアニメ「頭文字D 2nd stage」オープニングテーマ
2. words of the mind -brandnew journey-
  - 8thシングル
  - テレビ東京系「ASAYAN」1月度エンディングテーマソング
3. FLY ME SO HIGH
  - 12thシングル
  - ゲーム「エナジーエアフォース」テーマソング
  - 日本テレビ系「TOYOTA PRINCESS CUP 2001」大会イメージソング
4. DOGFIGHT
  - 20thシングル
  - テレビアニメ「頭文字D Fourth Stage」オープニングテーマ
  - PSP 「頭文字D Street Stage」 オープニングテーマ
5. GHETTO BLASTER
  - 21stシングル
  - X-TRAIL Cup in お台場オフィシャルソング
  - MBS系音楽番組「Fuzz」8月度エンディングテーマソング
  - Swatch-Fivb World Tour大阪大会イメージソング
6. 雷鳴 -out of kontrol-
  - 25thシングル
  - 第21回東日本女子駅伝大会テーマソング
  - アーケードゲーム「頭文字D ARCADE STAGE 4」オープニングテーマ
7. SPEED MASTER
  - 28thシングル
  - 映画「スピードマスター」エンディングテーマ
8. BLAZABILITY
  - 9thアルバム「Humanizer」収録曲
  - アーケードゲーム「頭文字D ARCADE STAGE 5」 オープニングテーマ
9. Dream 
Again
  - 10thアルバム「Dream Again」収録曲
10. The Double Ace
  - 31stシングル収録曲
  - アーケードゲーム「頭文字D ARCADE STAGE 6 AA」オープニングテーマ
11. FLY HIGH
  - 12thアルバム「XII」収録曲
12. Raise Up
  - 配信シングル
  - アニメ「頭文字D Fifth Stage」オープニングテーマ
13. Cross the X
  - 新曲
  - アーケードゲーム「頭文字D ARCADE STAGE 7 AAX」オープニングテーマ
14. Ignite The Fire
  - 新曲
  - D1 GRAND PRIX TOKYO DRIFT IN ODAIBA テーマソング
15. Gamble Rumble -Stage 7 Version-
  - 10thシングルのリアレンジ
  - アーケードゲーム「頭文字D ARCADE STAGE 7 AAX」エンディングテーマ

### CD2 (LUXURY)
1. sweet vibration
  - 9thシングル
  - 「たかの友梨ビューティクリニック」CMソング
2. past days～追憶
  - 1stアルバム「electrock」収録曲
  - アニメ「頭文字D」挿入歌
3. platinum
  - 6thシングル
  - テレビ東京系「スキヤキ!!ロンドンブーツ大作戦」オープニングテーマ
4. Painless PAIN
  - 18thシングル
5. Angel Eyes
  - 26thシングル
  - MBS/TBS系「世界バリバリ★バリュー」エンディングテーマ
6. Fate Seeker
  - 30thシングル
  - ゲーム「TARTAROS-タルタロス-」テーマソング
  - NTV系「歌スタ!!」オープニングテーマ
7. It's only love
  - 5thアルバム「DECADANCE」収録曲
8. Nobody reason～ノアの方舟
  - 7thアルバム「BOULDER」収録曲
  - アニメ「頭文字D Forth stage」エンディングテーマ
9. Lookin' On The Sunny Side
  - 7thアルバム「BOULDER」収録曲
10. KEEP ON MOVIN'
  - 29thシングル収録曲
  - ゲーム「頭文字D EXTREME STAGE」エンディングテーマ
11. HYPNOTIZER
  - 9thアルバム「Humanizer」収録曲
12. Shake The Babylon
  - 12thアルバム「XII」収録曲
13. D.C.
  - 12thアルバム「XII」収録曲
14. My Decades
  - 10thアルバム「Dream Again」収録曲
15. 夕愁想花
  - 配信シングル
  - アニメ「頭文字D Fifth Stage」エンディングテーマ

### CD3 (INITIAL-D HYPER REMIX)
1. Raise Up -Fast Eurobeat Remix-
2. Key Ring -Brass Rock Remix-
3. Noizy Tribe -Sounds For Nostalgian Remix-
4. DOGFIGHT -Omen Beat Remix-
5. Blast My Desire -Alternate Acoustic Remix-
6. Blazin' Beat -Ravepop Remix-
7. BREAK IN2 THE NITE -Ravepop Remix-
8. Bust the Future Wall -Happy Hardcore Remix-
9. past days～追憶 -Strings Remix-
10. around the world -EDM Remix-

### DVD
1. 解散ドキュメント -move goes on-
2. Raise Up 【Music Clip】
3. 夕愁想花 【Music Clip】